# フィーバーデジパロン D
フィーバーデジパロン Dは、1995年9月に大同 (現:ビスティ) が発売した、愛のために闘う正義の味方「デジパロン」が活躍するパチンコ機のシリーズ名。
フィーバーデジパロン Dの1機種がある。

## 概要
液晶型のデジパチ。横3ライン、斜め2ラインの5ライン方式を採用しており、有効ライン上に足•Vサイン•ドル箱のいずれかの図柄が揃った時と、左右デジタルに3コマ分の大きさのデジパロン図柄がテンパイして、中デジタルの上中下段のいずれかに7図柄が停止すれば小当たりの確変に突入する。このデジパロン図柄は7とJACの代わりとなるので、左右にデジパロン図柄がテンパイした場合は、上中下段のいずれかに7かJACが停止すれば大当たりとなる。この形で7が停止すれば確変大当たりだが、JACが停止した場合は通常大当たりとなる。デジタル上に全てフルーツ図柄が停止するオールフルーツも通常大当たりとなる。

## スペック
- フィーバーデジパロン D
  - 賞球数 7&15
  - 大当たり最高継続 16R
  - 大当たり確率 1/227
  - 確変突入率　1/3

## 図柄
- 足
- Vサイン
- ドル箱
- オールフルーツ
- デジパロン
- 7
- JAC

## 演出
本機のリーチアクションは、ノーマルリーチの他にスロー、コマ送り、全回転の計4種類のパターンがある。どのリーチパターンも派手で華麗なアクションだが、当たりづらく信頼度もそこまで高くはない。大当たり中は、デジパロンが敵と闘う4通りのストーリーが展開され、敵の色香に惑わされ負けるパターンも存在する。

盤面右下に配置されているラッキーナンバーランプは、大当たり図柄と連動しており、確変図柄揃いの場合は「F」が表示され、それ以外の図柄が揃った場合は数字が表示される。